# Solita
Solita es un municipio colombiano ubicado en el departamento del Caquetá, al sur-occidente del departamento.

## Toponimia
Es nombrado "Solita", debido al nombre de una quebrada llamada así por los indígenas Macaguajes.

## División Político-Administrativa
Además de su Cabecera municipal. Solita tiene bajo su jurisdicción los siguientes Centros poblados:
- Kilómetro 28 (La Argelia)
- Kilómetro 30 (Campo Lejano)
- Unión Sincelejo

## Historia
En 1949, la multinacional estadounidense Texas Petroleum Company compra los terrenos del señor Nicolás Peña, con el fin de adelantar estudios para la explotación petrolera. Cerca de 700 trabajadores y 12 familias, procedentes del interior del país, fueron instalados en el lugar, entrando en conflicto con las tribus indígenas Uitoto, Coreguaje, Macaguaje e Inga, que habitaban el territorio. Posteriormente, la Fuerza Aérea de Colombia compra los terrenos, y en 1953 la Iglesia católica colombiana los adquiere, con el fin de fundar un caserío y un colegio religioso.
En 1960 se funda un colegio con 35 estudiantes, y en 1961 el caserío es elevado a la categoría de inspección. En la década de los años 80 comienza el auge cocalero en la región, lo que hace que varios grupos armados al margen de la ley hagan presencia en el lugar. En 1988 se construye la primera carretera de acceso, y en 1996 la inspección de Solita es elevada a la categoría de municipio.la agricultura es lo más importante para solita , tiene divisiones y límites

## Geografía
El municipio de Solita está ubicado en el sur-occidente del departamento del Caquetá, a una distancia de 110 km de Florencia, capital departamental. Se encuentra sobre la margen izquierda del río Caquetá, en límites con el departamento del Putumayo. Su temperatura promedio es de 26 ℃. La cabecera municipal se encuentra a una altitud de 250 m s. n. m. La extensión territorial total es de 605 km².

### Límites
Mediante ordenanza N.º 28 del 27 de noviembre de 1996, emanada por la Asamblea Departamental del Caquetá, se establecieron los límites de Solita, así: 
- Norte: Municipio de Valparaíso.
- Occidente: Municipio de Curillo.
- Oriente: Municipio de Solano.
- Sur: Municipio de Puerto Guzmán, departamento de Putumayo.